# Villaveza del Agua
Villaveza del Agua es un municipio y localidad española de la provincia de Zamora, en la comunidad autónoma de Castilla y León.
El municipio de Villaveza está situado en la comarca zamorana de Benavente y Los Valles, a unos 50 km de Zamora, la capital provincial, y unos 16 km de Benavente. Se encuentra situada a una altitud aproximada de 700 m s. n. m. y cuenta con un clima  clima mediterráneo continentalizado, caracterizado por las bajas temperaturas invernales y las altas temperaturas estivales. El término municipal cuenta con una superficie que supera los 26 km² y un padrón municipal de 163 habitantes. Respecto a su población, en las últimas décadas ha experimentando un progresivo descenso, similar al de los restantes municipios colindantes, aunque durante el verano se ve ligeramente incrementado por el turismo rural y por los vecinos que tienen una segunda residencia en Villaveza.
De su casco urbano destaca la iglesia parroquial de San Salvador, en cuyo interior alberga el retablo del Cristo de los Afligidos. Además, en este pueblo pasó parte de su juventud  Alejandro Lerroux,  político que llegó a ser presidente del gobierno de España durante el  segundo bienio de la Segunda República Española.

## Geografía
Integrado en la comarca de Benavente y Los Valles, se sitúa a 52 kilómetros de Zamora. El término municipal está atravesado por la Autovía Ruta de la Plata (A-66) y por la carretera nacional N-630, entre los pK 227 y 230, además de por una carretera local que se dirige hacia Villafáfila. 
El relieve del municipio está definido por la vega del río Esla, que discurre por el oeste. El terreno es muy llano, de forma que la altitud oscila entre los 722 metros al este, en el límite con San Agustín del Pozo, y los 690 metros a orillas del Esla. El pueblo se alza a 718 metros sobre el nivel del mar. 
| Noroeste: Arcos de la Polvorosa | Norte: Barcial del Barco | Nordeste: Barcial del Barco |
| Oeste: Milles de la Polvorosa   |                          | Este: San Agustín del Pozo  |
| Suroeste: Santovenia            | Sur: Santovenia          | Sureste: Villafáfila        |

## Topónimo
El origen del topónimo Villaveza se ha vinculado con el antropónimo de alguno de sus antiguos moradores, previsiblemente un propietario mozárabe llamado Abeza, por lo que se podría interpretar como "Villa de Abeza". La segunda parte del topónimo, "del Agua", es un término genérico y descriptivo de la abundancia de agua en esta localidad.

## Historia
Se han hallado restos prehistóricos, romanos y medievales en el término, aunque la historia del pueblo actual se remonta a la época medieval, fundada dentro de las repoblaciones de los reyes de León, siendo su primera mención documental una conservada en el Monasterio de Sahagún del año 987, donde aparece como Villa de Abeza.
Villaveza y el actual despoblado Santa Elena de Villagonta eran dos lugares que formaban parte de la merindad de Allende el Río cuando en el año 1167 el rey Fernando II de León le concedió el fuero a Benavente y su alfoz. La merindad de Allende el Río, la formaban  veinte lugares o aldeas: Santovenia, San Hilario, Valle, Bretó, Santa Elena, Villaveza, Barcial, Castropepe, Villafer, Campazas, San Miguel del Valle, Santa Clara, Vilbis, Piquillos, Escoriel de Frades, Santa María de la Torre, San Esteban, Cebolledo, San Martín de Barcos y Santa Cristina. 
Santa Elena siguió formando parte de dicha merindad y se aforó al concejo de Villaveza en el año 1616 según escritura hecha pública ante Alonso Santiago Panticoso, escribano de la villa de Benavente: “Las grandes crecidas del río en 1614 llevaron las casas y la iglesia de este lugar. Pagaron las alcabalas y arrotos los que allí vivían hasta 1616. En el año 1617 se perdió todo y en el año 1618 se arrendó al concejo de Villaveza del Barco”.
El término de Santa Elena estaba situado al sur del término de Villaveza, rayaba con el término de Santovenia desde la raya de San Agustín al río Esla. Así, el pueblo de Santa Elena estaba situado en el pago de Bajo de Santa Elena. Las sepulturas sin datar del teso son ajenas al poblado y tienen que ser anteriores al siglo XII.
Por otro lado, Villaveza antes de apellidarse “del Agua”, llevó el apellido “del Barco”. En el libro de visitas de su parroquia, la última datada en Villaveza del Barco, tiene fecha de 25 de noviembre de 1660. A partir de ésta figura como Villaveza del Agua.
Con la creación de las actuales provincias en la división provincial de 1833, Villaveza quedó encuadrado en la provincia de Zamora, dentro de la Región Leonesa, la cual, como todas las regiones españolas de la época, carecía de competencias administrativas. Tras la constitución de 1978, este municipio pasó a formar parte en 1983 de la comunidad autónoma de Castilla y León, en tanto que pertenecían a la provincia de Zamora.

## Geografía humana

### Demografía
Cuenta con una población de 163 habitantes (INE 2024).
| Gráfica de evolución demográfica de Villaveza del Agua entre 1842 y 2021                                              |
| |
| Población de derecho según los censos de población del INE. Población de hecho según los censos de población del INE. |

## Patrimonio
- Iglesia parroquial de San Salvador, ubicada en la parte más alta del pueblo. El templo actual es el resultado de sucesivas intervenciones, entre el siglo XVII y el siglo XX, pudiéndose rastrear cada época en la fábrica del edificio. La fábrica original de la iglesia se hundió en 1825 y, más tarde, una vez reconstruida, resultó destruida por un voraz incendio antes del finalizar el siglo XIX. En 1920, una tormenta provocó un nuevo incendio y destrucción, además de la desaparición de todos sus bienes, forzando una nueva reconstrucción. El edificio actual consta de una esbelta espadaña de estilo neogótico que combina, entre sus materiales, la piedra irregular de la zona y los ladrillos macizos. La parte superior, toda de ladrillo, imita las formas del antiguo mudéjar y se divide en dos cuerpos, el primero, donde se abren los huecos de campanas, alargados y de arco apuntado, y el segundo, más arriba, con un solo hueco y rematado en forma triangular, sobre el que campea una cruz metálica. A ambos lados, dos templetes decorativos.

Otros lugares de interés, serían el Área recreativa de Santa Elena así como la Charca Grande y la Charca del Semillero.

## Fiestas
Las patronales, El Salvador, el día 6 de agosto, y las Ánimas, el primer domingo de noviembre.